# Rosa Ascázubi y Matheu
Rosa de Ascázubi y Matheu (Quito, 14 de diciembre de 1809-Quito, 18 de octubre de 1865) fue la primera esposa del presidente ecuatoriano Gabriel García Moreno, y como tal es reconocida como primera dama de la nación, título que ostentó durante el primer mandato de su esposo, entre el 2 de abril de 1861 y el 30 de agosto de 1865.

## Biografía
Nació en la ciudad de Quito el 14 de diciembre de 1809, a pocos meses del episodio conocido como Primer Grito de Independencia, y fue bautizada con los nombres de Rosa Tarcila Nicasia María Josefa Javiera Antonia. Su padre, que participó de la revolución quiteña de 1809 contra las autoridades españolas, era José Javier de Ascázubi y Matheu, hijo a su vez del español José Antonio de Ascázubi y Olabegoitia, Administrador de la Renta de Aguardientes y Comisario de Comercio de la Real Audiencia de Quito en 1753. Su madre fue Mariana Matheu y Herrera-Berrío, hija de Manuel Matheu y Aranda Enríquez de Guzmán, IX marqués de Maenza. Tuvo dos hermanos mayores: Manuel, Presidente de la República entre 1849 y 1850, y María del Rosario; y una media hermana del primer matrimonio de su padre: Josefa de Ascázubi y Arteta.

### Matrimonio
El 4 de agosto de 1846, cuando contaba con 37 años, Rosa contrajo matrimonio con Gabriel García Moreno, entonces de 25 años y doctorado en Derecho. El novio no pudo estar presente en la ceremonia, llevada a cabo en la iglesia de El Sagrario, por lo que actúa como su apoderado Manuel del Alcázar y Román,  casado con María del Rosario, hermana de Rosa. Fueron padrinos del enlace su medio hermana Josefa de Ascázubi y Villacís y el esposo de ésta, Ignacio de Veintimilla y Espinosa.
A finales de la dominación española en América, los Ascázubi y los Matheu se habían consolidado como dos de las familias más ricas y e influyentes del territorio quitense. Según Robalino Dávila, Rosa creció para convertirse en una solterona, bastante morena y la más fea de sus hermanas; aunque para Benjamín Carrión, eso no sería obstáculo para que un joven Gabriel García Moreno decidiera tomarla por esposa y aprovechar así las conexiones familiares y su enorme fortuna.
La versión de un matrimonio por conveniencia es rebatida por Wilfrido Loor, quien asegura que no se trataba más que de ridículas leyendas inventadas por los enemigos políticos del Presidente, y que la pareja se profesaba amor verdadero demostrado en las cartas que se escribieron a lo largo de sus veinte años de matrimonio, todas llenas de frases románticas y admiración mutua. En una de ellas, escrita durante su estadía en Europa, se expresa con la siguiente frase:

Hasta hoy no he tenido ni un solo día de gusto, ni aun viendo cosas admirables he sentido esa satisfacción interior que sólo siento cuando me hallo contigo y la familia.

Preocupada siempre de su familia, intercedió ante su esposo cuando éste era Presidente de la República, para que se le otorgara una beca de estudios a la joven Marieta de Veintimilla, hija huérfana de madre de su sobrino José de Veintimilla, que era hijo a su vez de su medio hermana Josefa. Tenía una gran relación con su suegra, Mercedes Moreno, quien solía expresar que entre sus nueras sólo podría vivir bajo el mismo techo con Rosa, a la que consideraba como una verdadera hija.

### Descendencia
La pareja conformada por Rosa y Gabriel García Moreno tuvo tres hijos y un aborto, a saber:
- Un niño del que se desconoce el nombre y las fechas de nacimiento y muerte, quizá porque fue antes de su bautismo.
- María del Rosario García y Ascázubi, nacida en Quito el 12 de febrero de 1849. Falleció el 17 de mayo del mismo año sin que su padre pudiera conocerla, pues se encontraba escondido en Guayaquil para evitar el proceso criminal que se le siguió después de haber abofeteado al Ministro del Interior, Manuel Bustamante.
- María del Rosario Rosa García y Ascázubi, nacida en Quito el 30 de julio de 1850. También falleció sin que su padre la conozca, pues entonces se encontraba en Europa.
- Un aborto natural de un niño con alrededor de cuatro meses de gestación, ocurrido el 26 de noviembre de 1856.

### Muerte
Rosa de Ascázubi y Matheu falleció el 18 de octubre de 1865, producto de una hernia y auxiliada en sus últimos momentos por el sacerdote Joaquín Tobar. Sus restos mortales fueron conducidos la mañana siguiente en carroza policial al Cementerio de El Tejar (entonces llamado La Merced), al pie del Pichincha.
Según el escritor cubano Roberto Agramonte, su muerte se vio envuelta en medio de las habladurías de los quiteños, quienes no pasaron por alto la nunca comprobada versión de que había sido envenenada con una sobredosis de láudano por su propio marido Gabriel Garcia Moreno, sobre todo porque a los seis meses de enviudar contrajo nuevas nupcias con Mariana del Alcázar y Ascázubi, sobrina de su difunta esposa. La afirmación hecha por éste, ha sido desmentida por historiadores como Severo Gomezjurado y Manuel Gálvez, amparados en hechos como el poco eco que se hicieron del supuesto atentado otros biógrafos del Presidente, así como la estima que le siguieron teniendo los Ascázubi.